# CP-magasinet
CP-magasinet är ett svenskt TV-program om och med personer med funktionsnedsättning som sändes i SVT2 under perioden 29 april–17 juni 2004. Det första avsnittet, av totalt åtta, sändes 29 april 2004. Programledare var Jonas Franksson och Olle Palmlöf. Carina Berg spelade funktionshindrad reporter.
Programmets namn var först planerat att bli Mongomagasinet, men efter protester bytte man till ut detta till CP-magasinet.
Programmet belönades år 2004 med Stora Journalistpriset i kategorin årets förnyare. Juryns motivering löd: "Med humor, värme och utan omskrivningar skildrar CP-Magasinet på ett nyskapande sätt livet för en utsatt grupp på dess egna villkor".